# Pierre André de Suffren de Saint Tropez

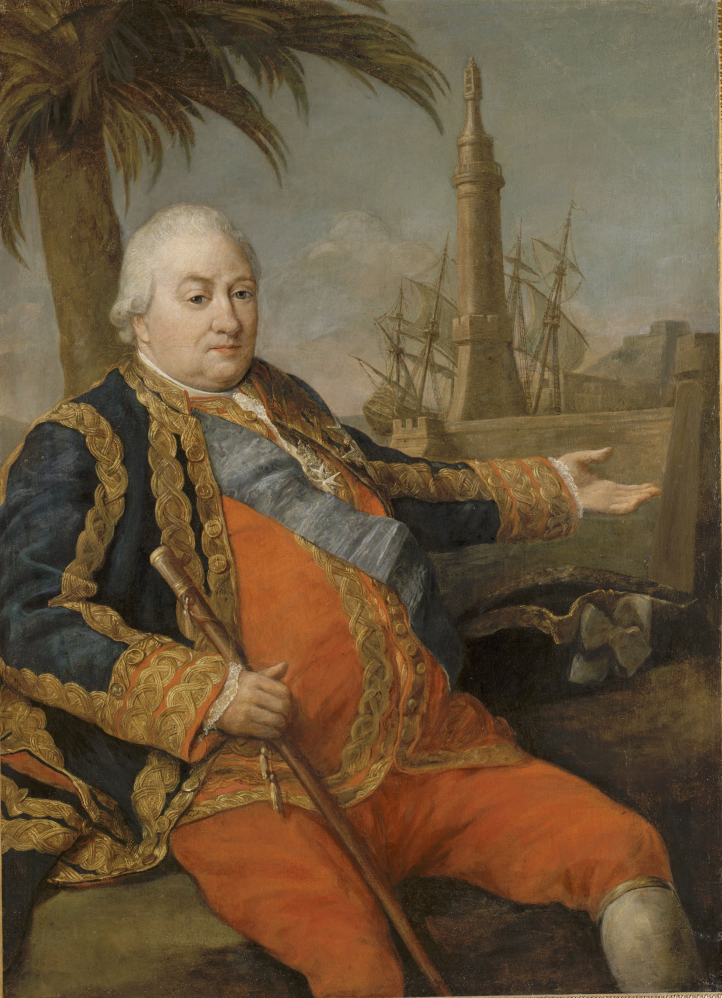
Retrato de Pierre-André de Suffren. (Pintura de Pompeo Battoni)

Pierre André de Suffren de Saint Tropez (17 de julio de 1729 - †8 de diciembre de 1788), almirante de la marina francesa, se hizo internacionalmente famoso por su exitosa campaña en el océano Índico contra la supremacía británica en la zona.

## Biografía
Nacido en el castillo de Saint Canat, cerca de Aix-en-Provence, Pierre André es el tercer hijo del marqués de Saint-Tropez. Su familia, según afirma su padre, había emigrado desde Lucca en el siglo XIV.

### Primera parte de su carrera
A la edad de ocho años es nombrado caballero de la Orden de Malta, de la cual recibiría más tarde el título de bailío de Suffren. Y en 1743 ingresa en el cuerpo de oficiales de la Armada francesa como cadete guardamarina. En octubre de 1744, a bordo del Solide, se ve inmerso en el incidente de Cabo Sicié (Batalla de Toulon), durante la Guerra de Sucesión Austríaca. A continuación pasa al Pauline, perteneciente a la escuadra de M. Macnémara, en la que realiza una expedición a las Antillas.
Durante los siguientes años participa en diferentes expediciones, como la llevada a cabo en 1746 con el objetivo de retomar la isla de Cabo Bretón y que acabó en desastre a causa de plagas y naufragios. En 1747 fue hecho prisionero por Edward Hawke, almirante de la marina británica, en una acción militar en el Golfo de Vizcaya.
Cuando la Guerra de Sucesión Austríaca llegó a su fin, en 1748, Suffren se fue a Malta y pasó varios años navegando en las galeras de la Orden, técnicamente denominadas "caravanas". Tras una intervención con éxitos desiguales en la Guerra de los Siete Años, entre 1767 y 1771 regresa a las caravanas, donde es ascendido de caballero a comendador de la Orden. Desde entonces hasta el comienzo de la Guerra de Independencia de los Estados Unidos comanda un escuadrón de evolución creado por el Gobierno francés para la realización de prácticas de sus oficiales.

## Años finales

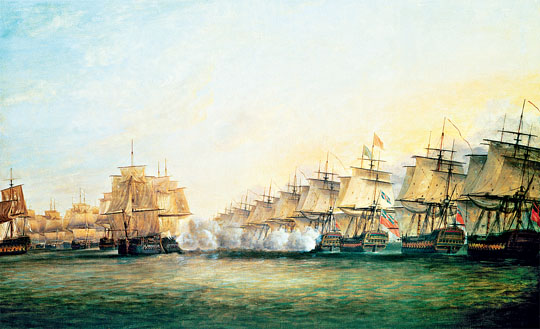
Batalla de Trincomalee, 3 de septiembre de 1782.

Tras su intervención en la Guerra de Independencia de los Estados Unidos bajo las órdenes del almirante d'Estaing le fue confiada una división destinada a combatir a las fuerzas inglesas en el Índico. Los enfrentamientos librados en esta campaña contra el almirante Edward Hughes consagraron definitivamente su extraordinaria capacidad táctica y su sensacional fiereza. En batallas como la de Sadras, Trincomalay o Negapatam, mantuvo en jaque a la flota inglesa en unas condiciones completamente desfavorables.
En 1780 fue nombrado capitán del Zélé, al mando de una flota combinada franco-española que capturó un gran convoy inglés en el Océano Atlántico. A su regreso a Francia, en 1784, Suffren fue nombrado teniente general del Ejército Naval y caballero de la Orden del Espíritu Santo. Colmado de honores, falleció en París cuatro años más tarde.
Historiográficamente Suffren está reconocido como una de las mayores figuras de la historia marítima francesa.